# Derivació urinària
Una derivació urinària és qualsevol dels diversos procediments quirúrgics per redirigir el flux d'orina de la seva via normal. Pot ser necessari per a urèters, bufeta o uretra malalts o defectuosos, sigui de manera temporal o permanent. Algunes derivacions donen lloc a un estoma.

## Tipus
- Nefrostomia de la pelvis renal
- Urostomia d'origen més distal al llarg del tracte urinari, amb subtipus que inclouen:
  - Desviació urinària a un conducte ileal (cistectomia radical amb derivació tipus Bricker)
  - Bossa d'Indiana
- Desviació d'una neobufeta a la uretra